# Церква Святого Климента Охридського (Скоп'є)
Церква Святого Климента Охридського у Скоп'є (макед.Свети Климент Охридски) — головний храм Македонської Православної Церкви в Скоп'є, збудований за проектом архітектора Славко Брезовського у 1972-1990 роках. Хіротонія відбулася до 1150 річчя святого покровителя.

## Галерея

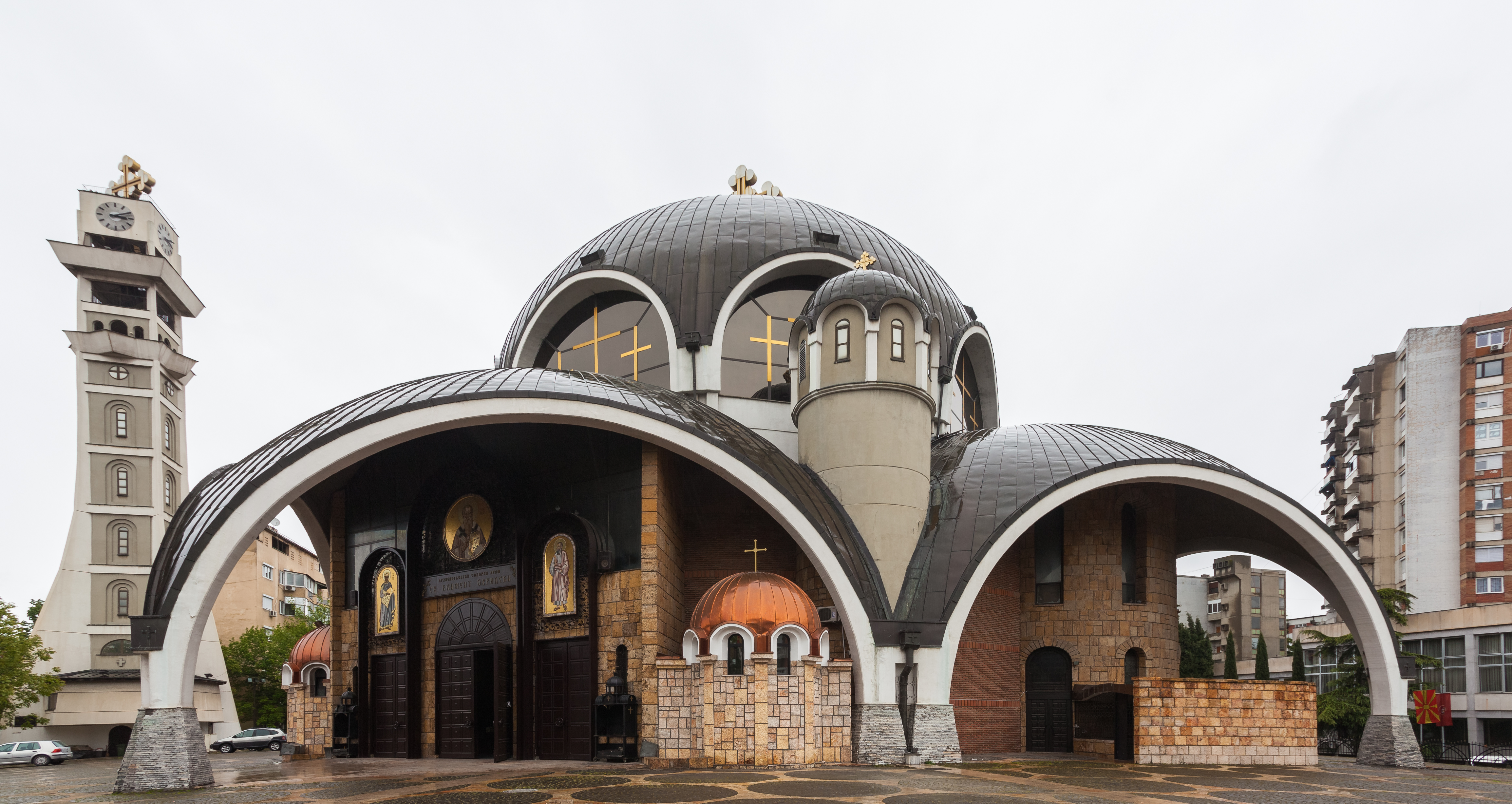
Загальний вигляд
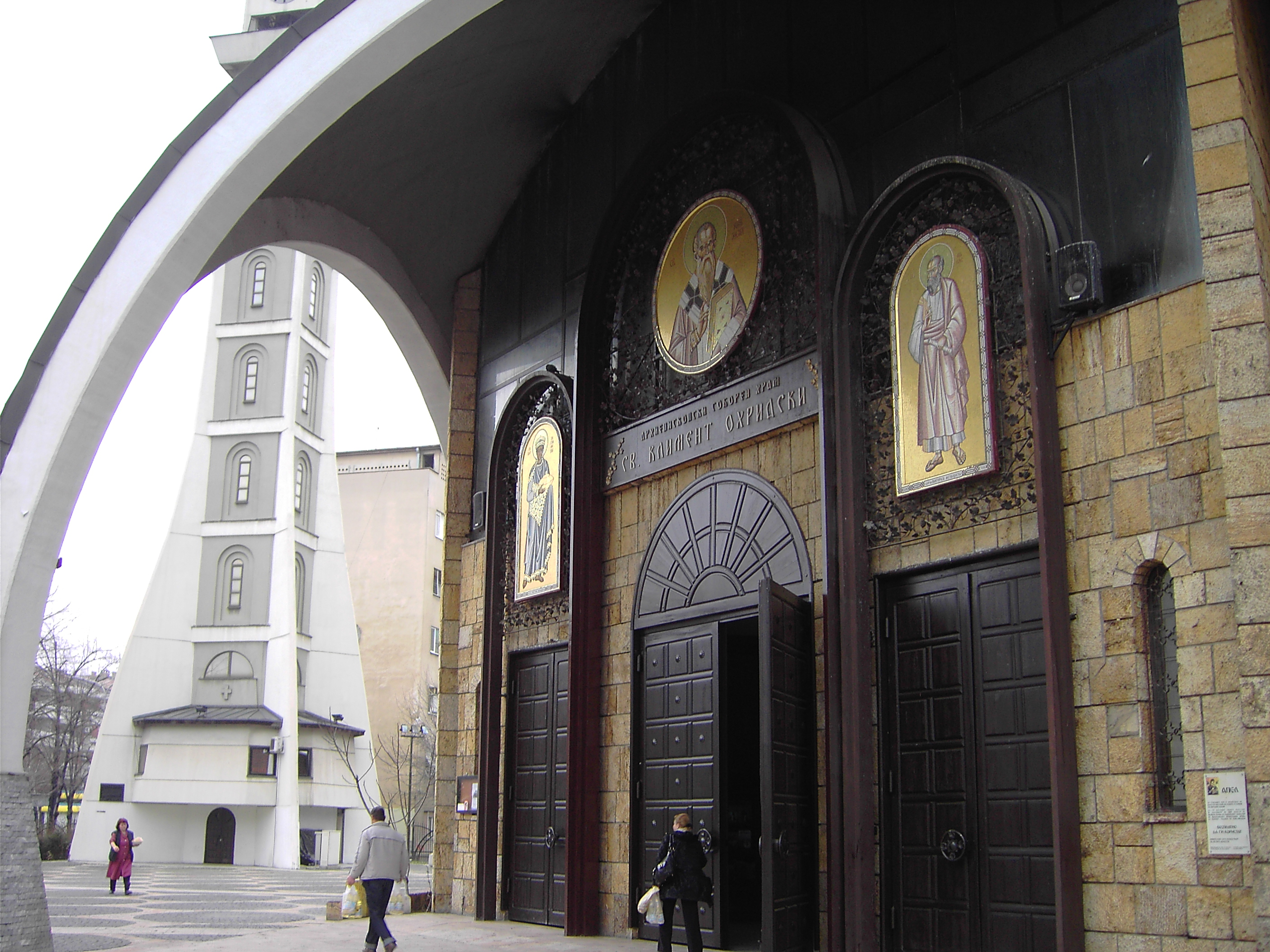
Вхід у церкву
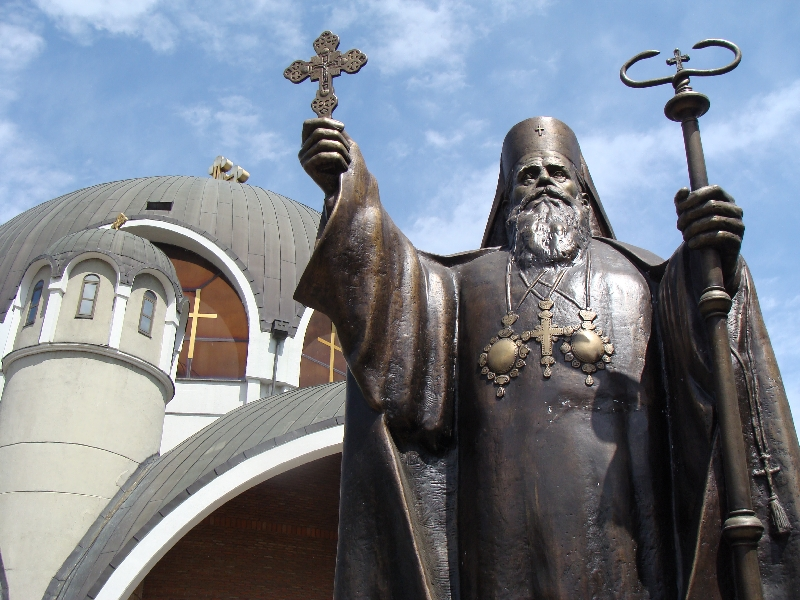
Скульптура  архієпископа Досифея
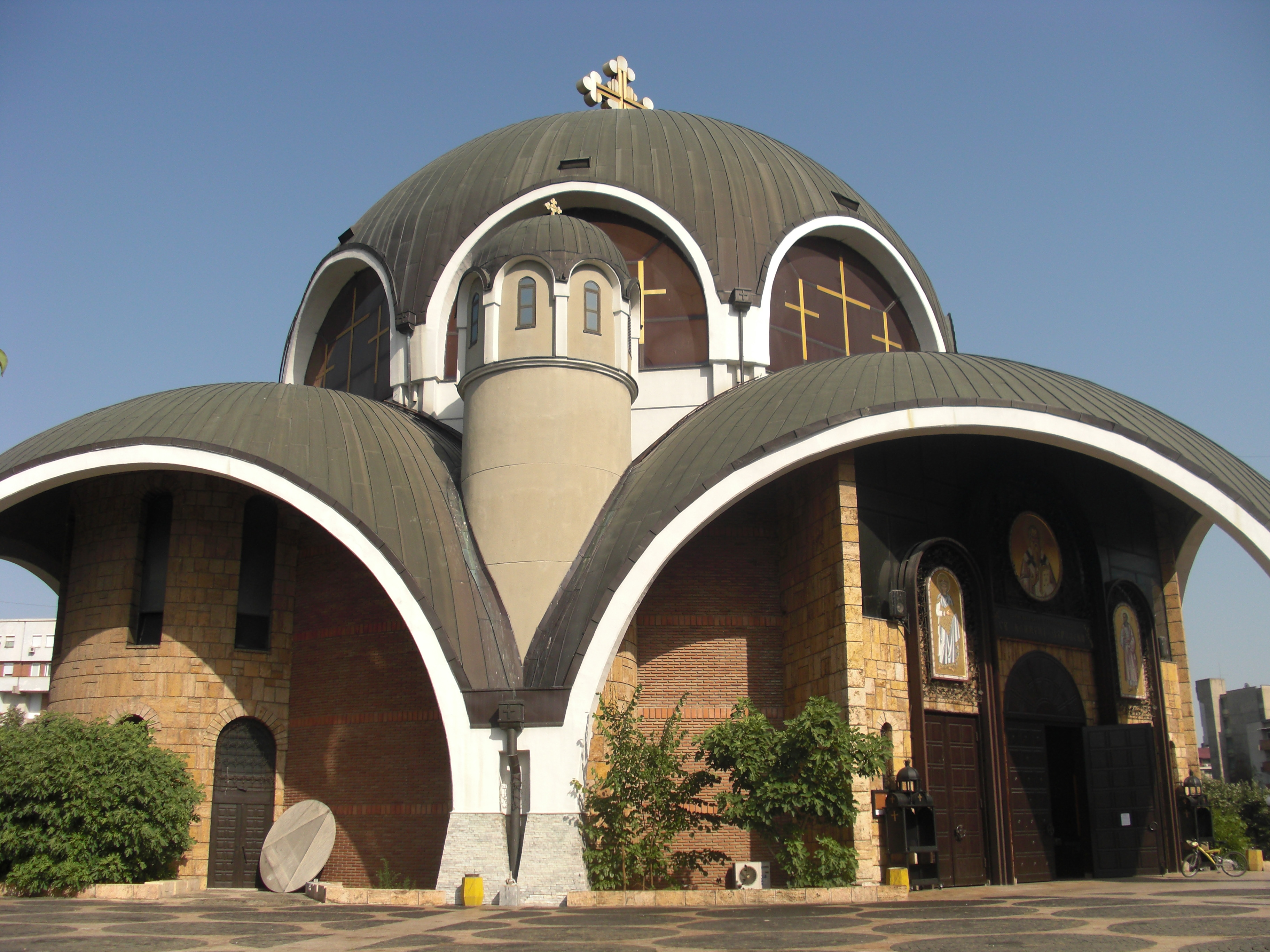
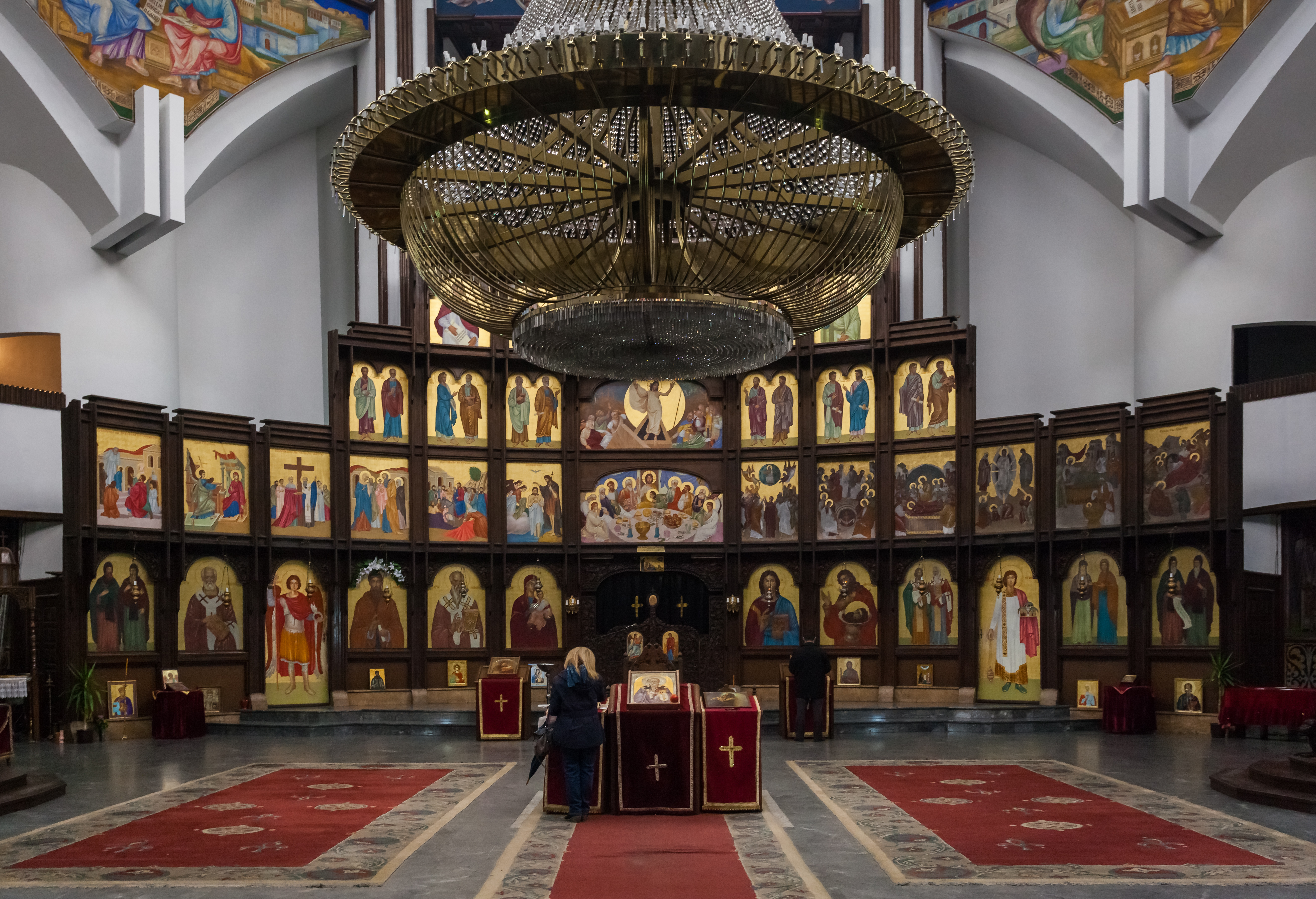
Інтер'єр